# Хајнсберг
Хајнсберг (њем. Heinsberg) град је у њемачкој савезној држави Северна Рајна-Вестфалија. Посједује регионалну шифру (AGS) 5370016, NUTS (DEA29) и LOCODE (DE HEG) код.

## Географски и демографски подаци
Град се налази на надморској висини од 76 метара. Површина општине износи 92,2 km². У самом граду је, према процјени из 2010. године, живјело 40.991 становника. Просјечна густина становништва износи 445 становника/km².

## Међународна сарадња
| Мјесто                   | Држава               | Врста сарадње | Од    |
| ------------------------ | -------------------- | ------------- | ----- |
| Мидлодијан               | Уједињено Краљевство | партнерство   | 1973. |
| Провинција Лимбург       | Холандија            | партнерство   | 2000. |
| Провинција Лијеж         | Белгија              | партнерство   | 2000. |
| Провинција Лимбург       | Белгија              | партнерство   | 2000. |
|                          | Пољска               | партнерство   | 1992. |
| Комитат Комарон-Естергом | Мађарска             | партнерство   | 1999. |
| Ехт                      | Холандија            | контакт       | 2000. |
| Извор                    |                      |               |       |